# Chính phủ thứ 2 của Manuel Valls
Chính phủ thứ hai của Manuel Valls là Chính phủ thứ 38 của Pháp. Chính phủ do Manuel Valls đứng đầu, người được bổ nhiệm làm Thủ tướng Pháp ngày 27/8/2014. Chính phủ bao gồm 15 Bộ trưởng Đảng Xã hội và 2 từ Đảng Cấp tiến cánh tả.

## Thủ tướng Chính phủ
|  | Chức vụ             | Tên          | Đảng |  |
|  | ------------------- | ------------ | ---- |  |
|  | Thủ tướng Chính phủ | Manuel Valls | PS   |  |

## Bộ trưởng
|                                      | Chức vụ                                                                           | Tên                                | Đảng |  |
| ------------------------------------ | --------------------------------------------------------------------------------- | ---------------------------------- | ---- |  |
|                                      | Bộ trưởng Bộ Ngoại giao và Phát triển quốc tế                                     | Laurent Fabius(đến 11/2/2016)      | PS   |  |
|                                      | Bộ trưởng Bộ Ngoại giao và Phát triển quốc tế                                     | Jean-Marc Ayrault(từ 11/2/2016)    | PS   |  |
|                                      | Bộ trưởng Bộ Sinh thái, Năng lượng và Phát triển bền vững                         | Ségolène Royal                     | PS   |  |
|                                      | Bộ trưởng Bộ Giáo dục quốc gia, Đại học và Nghiên cứu                             | Najat Vallaud-Belkacem             | PS   |  |
|                                      | Bộ trưởng Bộ Tư pháp Người giữ ấn                                                 | Christiane Taubira (đến 27/1/2016) | PRG  |  |
|                                      | Bộ trưởng Bộ Tư pháp Người giữ ấn                                                 | Jean-Jacques Urvoas (từ 27/1/2016) | PS   |  |
|                                      | Bộ trưởng Bộ Tài chính và Ngân sách công                                          | Michel Sapin                       | PS   |  |
|                                      | Bộ trưởng Bộ Kinh tế, Công nghiệp và vấn đề kỹ thuật số                           | Emmanuel Macron                    | PS   |  |
|                                      | Bộ trưởng Bộ các vấn đề Xã hội, Y tế,                                             | Marisol Touraine                   | PS   |  |
|                                      | Bộ trưởng Bộ Lao động, Việc làm và Đối thoại xã hội                               | François Rebsamen (đến 2/9/2015)   | PS   |  |
|                                      | Bộ trưởng Bộ Lao động, Việc làm và Đối thoại xã hội                               | Myriam El Khomri (từ 2/9/2015)     | PS   |  |
|                                      | Bộ trưởng Bộ Quốc phòng                                                           | Jean-Yves Le Drian                 | PS   |  |
|                                      | Bộ trưởng Bộ Nội vụ                                                               | Bernard Cazeneuve                  | PS   |  |
| Tập tin:Patrick KANNER 7 réduite.pdf | Bộ trưởng Bộ Đô thị, Thanh niên và Thể thao                                       | Patrick Kanner                     | PS   |  |
|                                      | Bộ trưởng Bộ Phi tập trung, Cải cách Nhà nước và Công chức Nhà nước               | Marylise Lebranchu (đến 11/2/2016) | PS   |  |
|                                      | Bộ trưởng Bộ Phi tập trung, Cải cách Nhà nước và Công chức Nhà nước               | Annick Girardin (từ 11/2/2016)     | PRG  |  |
|                                      | Bộ trưởng Bộ Văn hóa và truyền thông                                              | Fleur Pellerin (đến 11/2/2016)     | PS   |  |
|                                      | Bộ trưởng Bộ Văn hóa và truyền thông                                              | Audrey Azoulay (từ 11/2/2016)      | PS   |  |
|                                      | Bộ trưởng Bộ Nông nghiệp, Lương thực và Lâm nghiệp, Người phát ngôn của chính phủ | Stéphane Le Foll                   | PS   |  |
|                                      | Bộ trưởng Bộ Nhà đất                                                              | Sylvia Pinel (đến 11/2/2016)       | PRG  |  |
|                                      | Bộ trưởng Bộ Nhà đất                                                              | Emmanuelle Cosse (từ 11/2/2016)    | EELV |  |
|                                      | Bộ trưởng Bộ Các vấn đề hải ngoại                                                 | George Pau-Langevin                | PS   |  |
|                                      | Bộ trưởng Bộ quy hoạch lãnh thổ và chính quyền địa phương (từ 11/2/2016)          | Jean-Michel Baylet                 | PRG  |  |
|                                      | Bộ trưởng Bộ Gia đình, Trẻ em và Nữ quyền                                         | Laurence Rossignol                 | PS   |  |

### Thư ký của Nhà nước
Thư ký Nhà nước còn được gọi là Quốc vụ khanh phụ trách tương đương với chức vụ Bộ trưởng phụ trách.

|                                     | Chức vụ                                                                                          | Bộ                                                  | Tên | Đảng             |  |
| ----------------------------------- | ------------------------------------------------------------------------------------------------ | --------------------------------------------------- | --- | ---------------- |  |
|                                     | Bộ trưởng phụ trách quan hệ Nghị viện                                                            | Thủ tướng                                           | Jean-Marie Le Guen                                                                                      | PS               |  |
|                                     | Bộ trưởng phụ trách cải cách nhà nước và đơn giản hoá                                            | Thủ tướng                                           | Thierry Mandon (từ 17/6/2015); Clotilde Valter (17/6/2015-11/2/2016); Jean Vincent Placé (từ 11/2/2016) | PS Écologistes ! |  |
|                                     | Bộ trưởng phụ trách các vấn đề châu Âu                                                           | Bộ Ngoại giao và Phát triển quốc tế                 | Harlem Désir                                                                                            | PS               |  |
|                                     | Bộ trưởng phụ trách phát triển và Khối pháp ngữ                                                  | Bộ Ngoại giao và Phát triển quốc tế                 | Annick Girardin (đến 11/2/2016); André Vallini (từ 11/2/2016)                                           | PRG PS           |  |
| -->                                 | Bộ trưởng phụ trách Ngoại thương, Du lịch và hải ngoại                                           | Bộ Ngoại giao và Phát triển quốc tế                 | Thomas Thévenoud (đến 4/9/2014); Matthias Fekl (từ 4/9/2014)                                            | PS               |  |
|                                     | Bộ trưởng phụ trách giao thông vận tải, hàng hải, ngư nghiệp                                     | Bộ Sinh thái, Năng lượng và Phát triển bền vững     | Alain Vidalies                                                                                          | PS               |  |
|                                     | Bộ trưởng phụ trách Đại học và nghiên cứu                                                        | Bộ Giáo dục quốc gia, Đại học và Nghiên cứu         | Geneviève Fioraso (đến 17/6/2015); Thierry Mandon (từ 17/6/2015)                                        | PS               |  |
|                                     | Bộ trưởng phụ trách Ngân sách                                                                    | Bộ Tài chính và Ngân sách công                      | Christian Eckert                                                                                        | PS               |  |
|                                     | Bộ trưởng phụ trách cựu chiến binh                                                               | Bộ Quốc phòng                                       | Kader Arif (đến 21/11/2014); Jean-Marc Todeschini (từ 21/11/2014)                                       | PS               |  |
|                                     | Bộ trưởng phụ trách Gia đình, lợi ích người cao tuổi                                             | Bộ các vấn đề Xã hội, Y tế                          | Laurence Rossignol                                                                                      | PS               |  |
|                                     | Bộ trưởng phụ trách Người tàn tật và kỳ thị xã hội                                               | Bộ các vấn đề Xã hội, Y tế                          | Ségolène Neuville                                                                                       | PS               |  |
|                                     | Bộ trưởng phụ trách cao cấp và tự trị (từ 11/2/2016)                                             | Bộ các vấn đề Xã hội, Y tế                          | Pascale Boistard                                                                                        | PS               |  |
| Tập tin:Carole DELGA SECACESS.jpg · | Bộ trưởng phụ trách Thương mại, Thủ công mỹ nghệ, tiêu dùng và nền kinh tế xã hội và sự liên kết | Bộ Kinh tế, Công nghiệp và vấn đề kỹ thuật số       | Carole Delga (đến 17/6/2015); Martine Pinville (từ 17/6/2015)                                           | PS               |  |
|                                     | Bộ trưởng phụ trách kỹ thuật số                                                                  | Bộ Kinh tế, Công nghiệp và vấn đề kỹ thuật số       | Axelle Lemaire                                                                                          | PS               |  |
|                                     | Bộ trưởng phụ trách cải cách lãnh thổ (đến 11/2/2016)                                            | Bộ phân cấp, cải cách nhà nước và dịch vụ công cộng | André Vallini                                                                                           | PS               |  |
|                                     | Bộ trưởng phụ trách vấn đề Đô thị                                                                | Bộ trưởng Bộ Đô thị, Thanh niên và Thể thao         | Myriam El Khomri                                                                                        | PS               |  |
|                                     | Bộ trưởng phụ trách Thể thao                                                                     | Bộ trưởng Bộ Đô thị, Thanh niên và Thể thao         | Thierry Braillard                                                                                       | PRG              |  |
|                                     | Bộ trưởng phụ trách Bình đẳng thực sự (từ 11/2/2016)                                             | Thủ tướng                                           | Ericka Bareigts                                                                                         | PS               |  |
|                                     | Bộ trưởng phụ trách Người tị nạn (từ 11/2/2016)                                                  | Thủ tướng                                           | Juliette Méadel                                                                                         | PS               |  |
|                                     | Bộ trưởng phụ trách dạy nghề và thực tập (từ 11/2/2016)                                          | Bộ Lao động, Việc làm và Đối thoại xã hội           | fr | PS               |  |
|                                     | Bộ trưởng phụ trách Quan hệ quốc tế về khí hậu và hệ sinh thái (từ 11/2/2016)                    | Bộ Sinh thái, Năng lượng và Phát triển bền vững     | Barbara Pompili                                                                                         | DVG              |  |